# Jai Taurima
Jai Taurima (Southport, Australia, 26 de junio de 1972) es un atleta australiano retirado, especializado en la prueba de salto de longitud en la que llegó a ser subcampeón olímpico en 2000.
Pertenece a la iwi maorí de los Ngāti Kahungunu.

## Carrera deportiva
En los JJ. OO. de Sídney 2000 ganó la medalla de plata en el salto de longitud, con un salto de 8.49 metros, quedando en el podio tras el cubano Iván Pedroso (oro con 8.55 m) y por delante del ucraniano Roman Shchurenko (bronce con 8.31 m).